# Conte di Douglas

Il titolo di Conte di Douglas si è ormai estinto e venne creato fra i Pari di Scozia nel 1358 per William Douglas, I conte di Douglas figlio di Archibald Douglas (prima del 1298-19 luglio 1333) Guardiano di Scozia. L'ultimo detentore fu James Douglas, IX conte di Douglas (1426-1488) che ne venne privato nel 1455.

## Gli inizi leggendari
I conti di Douglas facevano risalire le loro origini alla leggendaria figura di Sholto Douglas che alcuni storici reputano attivo attorno al 767. Siano o non siano discendenti di questo mitico condottiero le loro origini si possono far risalire ad alcuni emigranti Fiamminghi che andarono in Scozia durante il regno di Davide I di Scozia.
Il nonno del primo conte, William Douglas the Hardy, si sposò con Eleonora di Lovanio andando quindi a imparentarsi con i Duchi di Brabante, i conti di Hainaut e attraverso di loro con Carlo il Calvo nipote di Carlo Magno.
Secondo il mito che avvolge la vita di Sholto suo figlio William fu messo al comando di un contingente spedito alla corte di Carlo Magno da Acaio di Scozia per aiutarlo nella guerra contro i Longobardi di Desiderio. In seguito William si sarebbe fermato presso Piacenza dove i suoi discendenti sarebbero diventati dei potenti magnati sotto il nome di Scoto o Scotti dando divenendo i capi della fazione dei Guelfi.

## L'inizio della storia documentata
Il primo Douglas di cui si abbia notizia nella storia di Scozia è William Douglas, I Lord Douglas (morto circa nel 1214) che viene citato come testimone in un documento redatto da Jocelin di Glasgow nel 1198 dove si firma Will. de Dufglas cognome che potrebbe indicare una mera designazione territoriale. Dufglas richiama la parola Duffus e suggerisce quindi che i Douglas potessero essere legati territorialmente alla casa di Moray ed al loro progenitore Freskin, Signore di Duffus anch'egli presente alla corte di Davide I. I due blasoni per altro sono molto simili, sia quello dei Douglas che quello dei Moray presentano tre stelle bianche poste in campo azzurro. Pochi anni dopo Bricius de Douglas (morto nel 1222), Vescovo di Moray fa cenno in alcuni documenti al proprio avunculus (zio) Freskin di Kerdal, un nome abbastanza inusuale da poter essere ragionevolmente ricollegato a Freskin di Duffus.
Il primo dei Douglas a entrare sulla scena politica nazionale e non fu William Douglas the Hardy che parteggiò per William Wallace nelle Guerre di indipendenza scozzesi, che combatté contro gli inglesi invasori e per questo morì alla Torre di Londra dopo essere stato catturato.
Suo figlio James venne privato del titolo e delle terre e giurò fedeltà a Robert Bruce nel 1306 prima ancora che egli venisse incoronato, negli anni condivise con lui successi ed insuccessi, fu al suo fianco alla Battaglia di Bannockburn e venne quindi nominato luogotenente del re divenendo uno degli uomini più potenti dei Confini (Borders). Fuori dalla Scozia egli divenne piuttosto famoso, se per gli scozzesi era poco meno di un santo, per gli inglesi era il Black Douglas, egli rimase al fianco di Robert Bruce fino alla morte, quando egli spirò James ne prese il cuore e lo portò con sé alle crociate morendo mentre combatteva contro i mori in Spagna.

## Il grande potere
Il nipote di James, William Douglas, I conte di Douglas, venne creato conte nel 1358 e riuscì ad aumentare le proprie terre sposando Margaret Contessa di Mar (morta nel 1391). La data esatta in cui gli venne conferito il titolo può essere rintracciata nel 26 gennaio perché in un documento di cui era stato testimone il giorno prima si firmava Lord of Douglas, mentre un altro datato al 27 recava la firma di Conte di Douglas. Nel tempo i Douglas aumentarono considerevolmente il loro potere, James Douglas, II conte di Douglas sposò Isabella, figlia di Roberto II di Scozia, anche se l'apice del loro potere venne raggiunto da Archibald Douglas, III conte di Douglas. Questi era il figlio illegittimo di quel James Douglas che era morto combattendo in Spagna che ereditò il contado alla morte del II conte che era rimasto ucciso alla Battaglia di Otterburn senza lasciare eredi. Archibald divenne Signore di Galloway per volere di Davide II di Scozia per i servizi resi nel combattere gli inglesi e sposandosi con Joanna de Moravia (Moray) erede della Signoria di Bothwell incrementò ulteriormente i propri possedimenti divenendo uno dei più grandi feudatari di Scozia.
I Douglas a partire dal I conte fino al V combatterono spesso lungo i confini fra Scozia e Inghilterra così come in Francia in quella che sarebbe divenuta nota come la Guerra dei cent'anni. James ed Archibald Douglas furono entrambi presenti alla Battaglia di Poitiers (1356) ed il V conte fu al fianco di John Stewart, Conte di Buchan alla Battaglia di Baugé e in altre occasioni.
Archibald Douglas, IV conte di Douglas combatté ad Humbleton Hill il 14 settembre 1402 e venne catturato dagli inglesi e quindi scappò per unirsi ai ribelli guidati da Henry Percy combattendo ancora alla Battaglia di Shrewsbury del 21 luglio 1403 venendo catturato nuovamente finendo quindi ucciso nel 1424 alla Battaglia di Verneuil.
Suo figlio Archibald Douglas, V conte di Douglas (1390-26 giugno 1439) fu Reggente durante la minore età di Giacomo II di Scozia, meno fortunati furono i suoi figli William, che ereditò il titolo, e David che furono vittime di una congiura ordita da William Crichton, I Lord Crichton (morto 1454), Alexander Livingston di Callendar e il loro zio James Douglas, VII conte di Douglas (1371-24 marzo 1443) che volevano spezzare il potere dei Black Douglas (soprannome che risaliva ad Archibald Douglas III conte di Douglas). I due furono invitati a un pranzo e lì vennero sommariamente giustiziati al Castello di Edimburgo alla presenza del giovane Giacomo II di appena dieci anni.

## La caduta
James Douglas divenne erede al titolo come VII conte e morì nel 1443 lasciando il potere e le ricchezze di famiglia nelle mani dei suoi cinque figli, ma la fortuna smise presto di arridere ai Douglas. William Douglas, VIII conte di Douglas (1425-22 febbraio 1452) era riuscito a mantenere ben salde le proprietà di famiglia aggiungendone altre col matrimonio con la cugina Margaret Douglas (morta circa nel 1474). William riuscì anche a restare nelle grazie di Giacomo II mandando in disgrazia gli assassini dei due sfortunati fratelli, quando però il re gli chiese di rompere l'alleanza con Alexander Lindsay, IV conte di Crawford (morto settembre 1453) e John Islay, Conte di Ross Giacomo lo pugnalò a morte nonostante il Salvacondotto che gli era stato fornito per presentarsi al sovrano.
A William succedette il fratello James Douglas, IX conte di Douglas (1426-1488) che entrò in aperta ribellione contro il sovrano insieme ai fratelli Archibald Douglas, conte di Moray (1426-22 maggio 1455), Hugh Douglas, Conte di Ormonde (morto nel 1455) e John Douglas, Signore di Balvenie (1433 circa-1463). I quattro vennero battuti alla battaglia di Arkinholm del 1º maggio 1455 da George Douglas, IV conte di Angus che era un loro lontano parente, discendendo anch'egli da William Douglas, I conte di Douglas, che faceva parte dei cosiddetti Red Douglas. Tutti i fratelli ad eccezione di James vennero catturati e giustiziati subito o qualche tempo dopo, l'unico a salvarsi fu appunto James che al momento dello scontro si trovava in Inghilterra. Ovviamente venne privato dei titoli e delle terre, ma non smise mai di fomentare la rivolta contro i sovrani di Scozia fino a che venne catturato alla Battaglia di Lochmaben Fair del 22 luglio 1484 e spedito a vivere quel che gli restava all'abbazia di Lindores. Tutti gli averi dei conti di Douglas vennero divisi fra coloro che rimasero leali al re, agli Angus in modo particolare andò una considerevole parte del bottino.

## Signori di Douglas
- William, I Signore di Douglas (morto nel 1214 circa)
- Archibald, II Signore di Douglas (prima del 1198-circa 1238)
- William Longleg, III Signore di Douglas (1120 circa-1274 circa)
- William Douglas the Hardy
- James Douglas
- William, VI Signore di Douglas (morto nel 1333)
- Hugh the Dull, VII Signore di Douglas (1294-fra il 1342 e il 1346)
- William Douglas, I conte di Douglas

## Conti di Douglas
- William Douglas, I conte di Douglas
- James Douglas, II conte di Douglas
- Archibald Douglas, III conte di Douglas
- Archibald Douglas, IV conte di Douglas
- Archibald Douglas, V conte di Douglas (1390-26 giugno 1439)
- William Douglas, VI conte di Douglas (1424-24 novembre 1440)
- James Douglas, VII conte di Douglas
- William Douglas, VIII conte di Douglas (1425-22 febbraio 1452)
- James Douglas, IX conte di Douglas (1426-1484), privato di ogni titolo e proprietà nel 1455.

Il contado e le terre passano a George Douglas, IV conte di Angus.